# كورورا
كورورا (بالإنجليزية: Korora)‏ هي توزيعة لينكس ملغية معتمدة على فيدورا. كانت التوزيعة في وقت سابق تعتمد على جنتو، والتي بدورها كان هدفها توفير طريقة تثبيت ثنائية لجنتو.